# Kościół Matki Boskiej Śnieżnej w Tarnowie
Kościół Matki Boskiej Śnieżnej – kościół ojców bernardynów, który znajdował się w Tarnowie, u zbiegu ulic Bernardyńskiej i Szerokiej. Część przebudowanej świątyni wykorzystywana jest jako polskokatolicka kaplica parafii Podwyższenia Krzyża Świętego.

## Historia
Kościół zbudowany został w drugiej połowie XV wieku poza murami ówczesnego miasta z fundacji Jana Amora Tarnowskiego (Iuniora), który sprowadził bernardynów do Tarnowa w 1459 (pierwotnie zbudowano dla nich zapewne kościół drewniany, krótko istniejący, budowa murowanego zespołu trwała w latach 1468–1499).
Była to świątynia gotycka, jednonawowa, której elementem charakterystycznym było przewężenie oddzielające prezbiterium od nawy. Zbudowany obok klasztor posiadał cechy obronne. W XVII w. świątynię przebudowywano (m.in. po pożarze z 1614, dobudowano też barokową kaplicę Niepokalanego Poczęcia NMP oraz wieżę). Jeszcze w 1785 pochowano tutaj pierwszego biskupa tarnowskiego Jana Duwalla, ale krótko później, w 1789 władze austriackie zdecydowały o likwidacji klasztoru – bernardyni zostali przeniesieni do opuszczonego wcześniej klasztoru sióstr bernardynek, gdzie funkcjonują do dzisiaj.
Opuszczone przez bernardynów budynki kościoła i klasztoru wykorzystywano na różne cele. Po pożarach w latach 1809 i 1814 budynek kościoła został przebudowany w latach 1823–1825 na potrzeby sądu: podzielono go na trzy kondygnacje, w prezbiterium urządzono salę rozpraw, zmieniono także elewacje (w stylu klasycystycznym). Zabudowania klasztorne częściowo wyburzono, a częściowo przebudowano, powstało w nich więzienie.
W czasie II wojny światowej regotyzowano elewacje zewnętrzne prezbiterium dawnego kościoła. Przez długie lata swoje pomieszczenia miał tutaj tarnowski magistrat.
Parter dawnego kościoła jest wykorzystywany jako parafialna kaplica polskokatolicka. W związku z utworzeniem 31 marca 2017 Prawosławnego Punktu Duszpasterskiego pw. Częstochowskiej Ikony Matki Bożej w Tarnowie, w kaplicy (na mocy porozumienia z Kościołem Polskokatolickim) celebrowana jest również prawosławna Boska Liturgia. Punkt obsługuje duchowny z parafii w Rzeszowie.